# Phodaga
Phodaga là một chi bọ cánh cứng trong họ Meloidae.
Chi này được miêu tả khoa học năm 1858 bởi LeConte.

## Các loài
Các loài trong chi này gồm:
- Phodaga alticeps LeConte, 1858
- Phodaga marmoratus (Casey, 1891)